# The Line (Arábia Saudita)
The Line (em árabe: ذا لاين; em português: A Linha) é uma cidade inteligente linear em construção desde abril de 2022 em Neom, na região Tabuque, Arábia Saudita, cuja principal premissa é a inexistência de ruas e carros e, também, o uso exclusivo de energias limpas. A cidade de 170 quilômetros de extensão faz parte do projeto Saudi Vision 2030, que o governo saudita afirma que criará cerca de 460 mil empregos e adicionará cerca de 48 bilhões de dólares ao PIB do país. A Linha está planejada para ser o primeiro desenvolvimento de um projeto de 500 bilhões de dólares em Neom. Os planos da cidade preveem uma população de 9 milhões. Os trabalhos de escavação foram iniciados ao longo de toda a extensão do projeto em outubro de 2022.
O projeto tem enfrentado críticas sobre seu impacto no meio ambiente e na população atual da área, bem como dúvidas sobre sua viabilidade tecnológica e econômica.

## História
Num ambiente internacional no qual o uso de energias renováveis é tão importante, um dos principais produtores mundiais de hidrocarbonetos, Arábia Saudita, começou a criar um plano estratégico para diversificar o negocio e começar a deixar de depender do petróleo. Esse objetivo, junto a outros, fez parte do plano conhecido como Saudi Vision 2030. Tal plano incluía a criação de uma nova zona econômica, batizada como NEOM, projetada para ser feita no Golfo de Acaba do mar Vermelho, devido a sua proximidade com a fronteira com o Egito e Jordânia. Por outro lado, em 2018, o país saudita era um dos mais contaminantes do mundo, chegando a emitir 624.987 quiilotoneladas de CO2.
Em janeiro de 2011, o príncipe da Arábia Saudita, Mohammad bin Salman, anunciou publicamente a criação da primeira cidade do país livre de emissões de CO2, com um design linear, de onde se origina seu nome, a fim de evitar a existência de ruas.
| (the city) "It will be powered by 100 percent clean energy, providing pollution-free, healthier and more sustainable environments for residents." | (A cidade) "Funcionará com energia 100% limpa, proporcionando ambientes livres de contaminação, mais saudáveis e mais sustentáveis para os residentes". |

## Estrutura
Ao longo da história, a medida que os humanos têm tido a necessidade de se agrupar em quantidades maiores para viver, relacionar-se, proteger-se ou estabelecer comércio, têm surgido diferentes morfologias, como a planta ortogonal, planta radioconcêntrica ou a planta irregular. Todas elas, têm em comum uma expansão a partir dos seus núcleos até o exterior. Por essa razão, uma das principais características é sua forma linear. Concretamente, e a fim de criar uma cidade completamente feita para pedestres e sem ruas, decidiu-se construí-la no formato de uma linha totalmente reta ao longo de 170 km pelo deserto, começando às margens do mar Vermelho. Este formato particular, segundo o próprio príncipe, reduziria também o impacto ambiental no entorno, assegurando que "preserva 95% da natureza".
Outra das particularidades é o desenho em três andares, começando pela camada superior para pedestres, a primeira camada subterrânea para os serviços e a segunda e última camada onde se situará a rede de transporte de alta velocidade que conectaria a cidade de uma ponta a outra. Mediante a conta oficial do governo, foi assegurado que em comparação com as morfologias habituais das cidades, adotar a forma retilínea garante que seus habitantes não demorem mais de 20 minutos no transporte ultrarrápido para chegar ao ponto mais distante de todos, ao mesmo tempo que não se demoraria mais de 5 minutos a pé de todos os serviços essenciais.
Ao longo dos 170Km, The Line vai cruzar de ponta a ponta as quatro zonas ecológicas da região econômica NEOM, as quais marcarão as particularidades y contorno de cada ponto da cidade dependendo da região que atravesse. Tocando o mar Vermelho, a primeira parte que cruza a cidade é a zona costeira, destacando os complexos de entretenimento e turismo ligados às atividades aquáticas e diversão. A partir desse ponto, a cidade se estende até cruzar a zona desértica, a montanhosa inferior e a superior.